# Karen Young (scrittrice)
Karen Young (...) è una scrittrice statunitense.
Ha iniziato a scrivere nel 1983 ed ha scritto oltre trenta romanzi.

## Biografia
Karen non aveva intenzione di diventare una scrittrice. Suo marito Paul divenne un dirigente in una società e spesso si trasferiva in diverse aree del mondo. In occasione del quindicesimo trasloco della famiglia, la Young fu costretta a rinunciare a un interessante lavoro in politica nell'area di New Orleans. Per soffocare la noia, decise di intraprendere una carriera più flessibile. Entro quattro mesi aveva terminato il suo primo libro e, entro sei settimane dalla presentazione del romanzo rosa a Silhouette, il libro venne messo in vendita.
La Young descrive i suoi romanzi come riguardanti "il concetto di donna evoluta, una che è in grado di guardare i suoi demoni personali negli occhi e risolvere i suoi problemi... a prescindere". I suoi romanzi affrontano situazioni difficili come la gravidanza adolescenziale, l'infedeltà e l'alcolismo.
Per mantenere le sue idee fresche, cambia spesso genere, scrivendo romanzi considerati romantici tradizionali, di genere, narrativa femminile e di suspense. È stata candidata tre volte al Romance Writers of America Award (RITA), vincendolo nel 1994. Ha anche ricevuto il Romantic Times Career Achievement Award e diversi Romantic Times Reviewers' Choice Awards. I suoi romanzi sono anche apparsi nella lista dei bestseller di USAToday.
Nella collana I nuovi best sellers ha già pubblicato in italiano: Vite intrecciate, Il cerchio si chiude, L'amore possibile e Strettamente confidenziale.
La Young ha tre figlie e vive a Houston, Texas.

## Opere

### Trilogia di O'Connor
- - Roses and Rain (1994)
  - Shadows in the Mist (1994)
  - The Promise (1994)

### Romanzi
- - Yesterday's Promise (1983)
  - Irresistible Intruder (1984)
  - A Wilder Passion (1985)
  - Darling Detective (1986)
  - The Forever Kind (1987)
  - Maggie Mine (1987)
  - Sarah's Choice (1988)
  - All My Tomorrows (1988)
  - Compelling Connection (1989)
  - Debt of Love (1991)
  - Beyond Summer (1991)
  - The Silence of Midnight (1992)
  - Puzzle me out (1993)
  - Touch the Dawn (1993
  - Sugar Baby (1996)
  - Having His Baby (1996)
  - Good Girls (1998)
  - A Father's Heart (1998)
  - What Child Is This? (1999)
  - Full Circle (1999)
  - Kiss and Kill (2000)
  - Someone Knows (2002)
  - Private Lives (2003)
  - In Confidence (2004)
  - Never Tell (2005)
  - Belle Pointe (2006)

### Omnibus
- My Valentine February 1994 (1994) (con Marisa Carroll, Margot Dalton, Muriel Jensen)
- Making Babies(1995) (con Pamela Browning, Sandra James)
- Heat of the Night  (2000)
- Marriage for Keeps (2004) (con Margot Dalton, Gina Wilkins)